# American eskimo dog
American eskimo dog – rasa psa zaliczana do grupy szpiców.
W tłumaczeniu na język polski poprawna wydaje się nazwa: amerykański pies eskimoski; ze względu jednak na brak uznania rasy przez FCI nie występuje ona w oficjalnej polskiej terminologii kynologicznej. Rasa jest w Polsce bardzo rzadko spotykana.

## Historia
American eskimo dog jest szpicem, którego białe umaszczenie, niepreferowane w Europie, znalazło sobie zwolenników w USA. Nie jest to jedynie odmiana szpica niemieckiego – psy te hoduje się jako osobną rasę już od ponad 100 lat. Po raz pierwszy została zarejestrowana przez United Kennel Club w 1919, a w 1958 związek wydał pierwszą pisaną historię rasy. Jednak wzorzec jeszcze nie istniał, więc psy akceptowano indywidualnie, na podstawie wyglądu. Koniec temu sposobowi rejestracji dało powstanie pierwszego klubu american eskimo w 1970 roku – National American Eskimo Dog Association.

Kolejny klub, American Eskimo Dog Club of America, stowarzyszał miłośników starających się o uznanie rasy przez American Kennel Club. Udało się to w 1995. Od 2006 roku, american eskimo znajduje się również na wykazie ras Canadian Kennel Clubu.

## Typy rasy
AKC wyróżnia trzy typy rasy na podstawie wysokości w kłębie:
- toy: 23–30 cm
- miniature: 30–38 cm
- standard: 38–48 cm.

## Charakter
Psy chętne do współpracy, o dużej ilości energii do wykorzystania, zachowują jednak dozę niezależności, charakterystyczną dla szpiców. Częstym problemem jest nadmierne szczekanie i nadpobudliwość. Rasa nadaje się do większości psich sportów.

## Zdrowie i pielęgnacja
Rasa relatywnie zdrowa, dożywająca od 12 do 14 lat. Najczęściej pojawiające się problemy obejmują dysplazję stawu biodrowego, postępujący zanik siatkówki oka oraz dolegliwości stanu kolanowego (psy tej rasy przejawiają skłonność do zwichnięcia rzepki). Nie wydziela psiego zapachu, wymaga jednak regularnego wyczesywania.